# Coronadillo suteri
Coronadillo suteri är en kräftdjursart som först beskrevs av Charles Chilton 1915.  Coronadillo suteri ingår i släktet Coronadillo och familjen Armadillidae. Inga underarter finns listade i Catalogue of Life.